# Asymmetricata bicoloripes
Asymmetricata bicoloripes is een keversoort uit de familie glimwormen (Lampyridae). De wetenschappelijke naam van de soort werd voor het eerst geldig gepubliceerd in 1927 door Pic als Luciola bicoloripes.